# Интерпретација дела ликовне уметности у психотерапији
Интерпретација дела ликовне уметности у психотерапији је најважнија аналитичка процедура у арт психотерапији која заједно с конфронтацијом, кларификацијом и разрадом чини целину. Интерпретирати значи несвесно учинити свесним. 
Осећања су онај неопходни елемент који човека, али и уметност, чини заиста живим, јер кроз транспоновање у материјал својих осећања и актуелних размишљања о свету који га окружује, пацијент може пренети у ликовно дело најсуптилнија и најдубља осећања, која не излазе тако лако из његове главе на површину – тако он проналази неки нови облик који га штити колико мора и открива колико може. Па интерпретатору преостаје једино да несвесно учинити свесним. У том смислу психоаналитичар, односно психотерапеут користи своје несвесно, своју емпатију и интуицију, као и теоријско знање како би дошао до интерпретације пацијентовог дела и кроз њега допре до његових осећања. Интерпретирајући психијатар иде иза прага очигледног, иза прикривеног, и придаје значење и узрочност психолошким феноменима. Међутим без болесниковог одговора нема валидности интерпретације његовог дела. 

## Интерпретација дела ликовне уметности
Стати пред уметничко дело значи напустити предрасуде и прихватити изазов новога. Упустити се у психотерапију такође значи превладати предрасуде о властитој немоћи и непромјењивости. Уметничком се делу психијатар може враћати безброј пута. И када га већ познаје, увек изнова може доживети или препознати нешто ново. Психијатар, такође може упоређивати интерпретације различитих репродуктивних уметника и доживети их на различите начине (од површног до дубоког проживљавања и промишљања) зависно од расположења, старости, животне ситуације, али, зависно и од тога како теку пројективно-интројективни и идентификацијски процеси током психотерапијског рада или током личног раста. Једно те исто дело и стручњаци интерпретирају на различите начине.
Код одраслих особа процењује се друштвени и културни значај створеног дела, а код деце значај у односу на узраст вршњака. Кад је у питању процењивање дечје продукције, чак и онда када продукта нема најважнији је критеријум дивергентне продукције као први критеријум процењивања стваралаштва. Деца су много више усмерена на активност и акцију, а мање на коначан продукт.

У конструктивистичком оквиру, креативни продукт, који је направила креативна особа, мора да процени процењивач, у овом случају психијатар, у социјалном контексту и времену због чега се креативност објашњава и као 
резултат односа између особе за коју се каже да је креативна, процењивача који даје суд и треба да одреди ниво креативности и социјалног контекста у којем се процена дешава.
Интерпретација дела ликовне уметности је интеракција дијалектичког односа простора, садржаја и форме који увек изнова „остављају“ места запитаности и недоумици у „квалитет“ одређеног ликовног решења. Ликовно формални однос елемената на слици тражи упориште у конкретним „животним“ ситуацијама и њиховим изворима.
Интерпретаација се намеће и рефлектује и као примарни ликовни проблем, који концепцијски и методолошки одређује процес реализације ликовне форме или као рефлексија односа структуре простора и човека „издвајањем два „елемента“ стварности: човека и простор, у контексту чијих релација се истражује однос форме - простор на слици.
Интерпретација просторне и предметне стварности често је методолошки усмерена и ограничена изражајним могућностима и значењем ликовне структуре слике, чији садржај укључује идеју, смисао или поруку (и не мора бити увек лако читљив и јасан). Тако да конкретне појаве и њихове међусобне односе интерпретирамо односима ликовних елемената, боје, светла, материје и форме, у оквиру просторних конструкција које граде на слици, али и тренутним временом и простором.

## Како психијатар треба почети интерпретацију ликовног дела?
Интерпретацији дела ликовне уметности подлеже анализи форме и садржај. Формална анализа је једина прецизна анализа неког дела којом описујемо спољашњи изглед облика, док садржај укључује идеју, смисао, поруку или поуку и не мора увек бити лако читљив и јасан.
Однос човека и простора кроз историју до савременог доба важан је сегмент стварности који се одразио на развој ликовне форме. Ликовна интерпретација и
значење „човека“ на слици условљени су значењем и контекстом простора његовог окружења. Интеракција ове две структуре, њихов несталан, променљив однос као
последица кретања и деловања човека у простору, одражава се у структури ликовне форме. Однос форме људске фигуре и простора треба превести на односе елемената ликовне структуре слике (форме, боје, материје и светла), као одраз личне експресије доживљаја положаја човека у простору.
Интеракција и прожимање сложених структура две целине представља основни концепт и „предмет“ ликовне интерпретације, који има за циљ афирмацију и методолошки развој сликарског процеса, а манифестује се као вредност у самој структури сликарске материје. 
Када психијатар анализира облик ликовног дела он посматра његову композицију и ликовне елементе (композиција је распоред и однос делова у целини). 
Перспектива у ликовној уметности подразумева начин на који уметник посматра свет, а један од темељних проблема у историји уметности је како приказати стварност, тродимензионални свет који ствараоца ликовнод дела окружује, а који га интерпретира на дводимензионалној површини слике.